# Lärchegg
Das Lärchegg (auch Lärcheck oder Lärcheggspitze) ist ein 2.123 Meter hoher Berg im Kaisergebirge in den nördlichen Kalkalpen.

## Lage
Das Lärchegg bildet den mächtigen Nordostpfeiler des Wilden Kaisers und ragt mit 1200 Meter hohen Felsabstürzen unmittelbar über dem Kaiserbachtal auf. Es gehört zur eindrucksvollen Kulisse des Ostkaisers und ist von allen Seiten gesehen eine schlanke Felspyramide. Im Süden schließen sich die höheren Gipfel Ackerlspitze und Maukspitze an. Der Berg gehört zur Gemeinde Kirchdorf in Tirol.
Dem Lärcheck an seinem Nordostgrat vorgelagert ist die rund 1950 m hohe Lärchecknadel, auch Kaisermandl genannt, die nur über schwere Kletterrouten (ab V) bestiegen werden kann.

## Routen
Die Normalroute auf das Lärchegg ist anspruchsvoll und darf nicht unterschätzt werden. Nur erfahrene Bergsteiger mit guter Kondition, Trittsicherheit, Schwindelfreiheit und Klettergewandtheit dürfen sich den Aufstieg zutrauen.
Ausgangspunkt ist die Latschenölbrennerei (900 m) im Kaiserbachtal zwischen der Fischbachalm und der Griesner Alm (Parkplätze an der Mautstraße von Griesenau). Der ausgeschilderte Steig führt durchweg steil ansteigend ins Kleine Griesner Tor, ein Geröllkar. Dort mit einem großen Steinmann markierte (aber ohne Wegweiser) Abzweigung nach links in die lange Geröllreiße östlich aufwärts; der Anstiegsweg führt südlich weiter zur Fritz-Pflaum-Hütte. Ab der Abzweigung bis zum Gipfel nur noch spärliche, teils stark verblasste (Stand 2015) Markierung und durchgängig Steinschlaggefahr. Auf zunächst guter, mit Steinmännern markierter Trittspur ungefähr in der Mitte eines extrem steilen, labilen Geröllfeldes bis auf 1850 Meter an die Felswände des Gipfelaufbaus. Von dort auf schlechten, steilen Steigspuren weiter im Geröll aufwärts, bis zum Einstieg in die Linksquerung aus dem Geröllfeld heraus auf etwa 1905 m Höhe (Steinmann, rote Markierung). Dort leitet der Steig aus dem Kar heraus und führt zunächst in einer Linksquerung vielfach auf Steigspuren ausgesetzt über Schrofengelände, Felsbänder und Steilrinnen weiter. Die markante Rinne wird überquert und linksseitig von dieser auf dem neu angelegten Weg (teilweise Schwierigkeitsgrad I) aufwärts, bis eine lange teils sehr ausgesetzte Drahtseilpassage (Schwierigkeit B/C) auf den Grat hinaufführt, von wo aus auf Steigspuren (teilweise I) die Scharte zwischen dem Süd- und Hauptgipfel erreicht wird. Von dort noch etwa 30 Meter über den Nordgrat hinauf zum Gipfelkreuz (II und Steigspuren). Für den gesamten Aufstieg sind 3 Stunden einzuplanen, im Abstieg dauert diese Route 2,5 Stunden.
Eine ungesicherte, nicht markierte Alternativroute führt ebenfalls vom Kleinen Griesener Tor kommend das Geröllfeld ganz hinauf bis zum Südlichen Griesschartl, welches über Schrofen, Geröll und Felsen erreicht wird (I-II). Von dort über den Südwestgrat bzw. links davon über Felsen, Bänder und einen Kamin hinauf zum Gipfelkreuz (II, jedoch nur bei optimaler Routenfindung, sonst deutlich schwieriger, teils sehr ausgesetzt). Die Route ist ab der Scharte schwer zu finden und erfordert guten Orientierungssinn.
Einziger Stützpunkt in der Nähe ist die Fritz-Pflaum-Hütte, von der man absteigend ins Kleine Griesner Tor gelangt und nach insgesamt 2 Stunden das Lärchegg erreicht.